# Henry Herscovici
Henry Herscovici (* 12. Februar 1927 in Bukarest, Rumänien; † 12. März 2022 in Petach Tikwa) war ein israelischer Sportschütze.

## Erfolge
Henry Herscovici stammte aus einer berühmten rumänischen Uhrmacher-Familie, die ihre Produkte an das Königshaus des Landes verkaufte. Während seines Militärdienstes in der rumänischen Armee entdeckte er seine Leidenschaft für das Sportschießen. Der Antisemitismus in seinem Land hinderte ihn jedoch an der Teilnahme an internationalen Wettkämpfen. 1965 zog Herscovici nach Israel, wo er für die dortige Nationalmannschaft noch im gleichen Jahr an der Makkabiade teilnahm und zwei Bronzemedaillen gewann. Ein Jahr später folgte die Teilnahme an den Asienspielen in Bangkok, wo er in allen seiner drei Wettkämpfe Vierter wurde. Bei den Olympischen Spielen 1968 belegte er im Kleinkalibergewehr Dreistellungskampf den 41. und im Wettkampf über 50 m liegend mit dem Kleinkalibergewehr den 45. Platz. 1970 war Herscovici erfolgreich bei den Asienspielen in Bangkok, wo er eine Gold- und drei Silbermedaillen gewann.
Bei der Eröffnungsfeier der Olympischen Spiele 1972 in München war Herscovici Fahnenträger der israelischen Mannschaft. Im Dreistellungskampf mit dem Kleinkalibergewehr belegte er Rang 46 und im Wettkampf über 50 m liegend mit dem Kleinkalibergewehr verbesserte er sich auf den 23. Platz. Als am 5. September das Münchner Olympia-Attentat von der palästinensischen Terrorgruppe Schwarzer September auf israelische Athleten und Offizielle verübt wurde, wurde Herscovici frühzeitig gewarnt. Gemeinsam mit anderen Athleten floh er aus dem Olympischen Dorf.
Seine letzte internationale Medaille gewann er 1973 im Wettkampf über 50 m liegend bei der Makkabiade. Seinen letzten internationalen Wettkampf bestritt er bei den Asienspielen 1974, wo er in der gleichen Disziplin Fünfter wurde. Von 1971 bis zu seinem Tod betrieb er ein Uhrengeschäft in Tel Aviv-Jaffa, wo er bis wenige Jahre vor seinem Tod noch selbst tätig war.